# Station Chrząstowice
Station Chrząstowice is een spoorwegstation in de Poolse plaats Chrząstowice.